# Interrupter
Interrupter är indierockgruppen Rockmonsters andra och sista studioalbum, utgivet i februari 2001 på EMI.

## Låtlista
1. "Sweet Tooth"
2. "Random Love Generator"
3. "Slowstride"
4. "Machine"
5. "Propulsion"
6. "Salt Lick"
7. "Interrupter"
8. "Hostile Intelligence"
9. "King König"
10. "Boiler"
11. "Ex-statik"
12. "Eightysevenxxxx"
13. "White Mind"

## Medverkande musiker
- Fredrik Wennerlund - trummor, slagverk
- Johan Skugge - gitarr, keyboards, bakgrundssång
- Martin Thomasson - sång, gitarr

## Mottagande
Nöjesguidens recensent var positiv och skrev "För knappt ett år sedan debuterade Rockmonster, och hyllades bland annat i dessa spalter. Själv grubblade jag över var storheten låg. Det var helt okey skränig rock, men jag hörde mest ripoffs av amerikanska självförbrännare, visserligen kompetent men inte särskilt spännande. Ett år senare fattar jag äntligen. Felet låg hos mig, jag lyssnade helt enkelt på för låg volym, och det är ett fatalt miss." Svenska Dagbladets recensent Karoline Eriksson var desto mer negativ och skrev: "Det är förståeligt att Rockmonster inte vill göra samma skiva två gånger, men ibland blir tempot väl makligt: det som var explosiva cliffhangers tenderar nu att bli en knapp timme i sträckbänk." Skivan fick betyget 3/6.

### Fotnoter
1. ↑  ”Interrupter”. Discogs.com. http://www.discogs.com/Rockmonster-Interrupter/release/2950206. Läst 15 januari 2012.
2. ↑  ”Rockmonster”. Nöjesguiden. http://nojesguiden.se/category/skivbolag/majesty/emi. Läst 15 januari 2012.
3. ↑  Eriksson, Karolin (26 januari 2001). ”Interrupter”. Svenska Dagbladet. http://www.svd.se/kultur/musik/rockmonster-interrupter_25587.svd. Läst 15 januari 2012.